# بورش 918
بورش 918 (بالإنجليزية: Porsche 918)‏هي سيارة رياضية تم إنتاجها من قبل شركة بورش .
محرك سيارة بورش 918 سبايدر 2015 ينتج قوة مجمعة 887 حصان، تحتوي سيارة بورش 918 على نوعين من المحركات المحرك الأول محرك غاز طبيعي بعدد ثماني اسطوانات V سعة 4.6 لتر و ينتج قوة 608 حصان عند 9200 لفة في الدقيقة يتعاون مع محرك كهربائي لدفع العجلتين الخلفيتين، بينما يدفع العجلتين الاماميتين محركين كهربائيين يضيفان 133 حصان لقوة سيارة بورش 918 سبايدر 2015
قوة محرك سيارة بورش 918 سبايدر 2015 الخارقة يمكنها دفعك إلى تسارع من السكون إلى سرعه 100 كم/الساعة خلال 2.5 ثانية لتصل إلى سرعة سيارة بورش 918 سبايدر 2015 القصوى 351 كم/ساعة .
سيارة بورش 918 سبايدر 2015 ليست الأسرع في العالم و لكن ادائها العالي و محركها القوي يجعل معدل استهلاك الوقود 33 كم/لتر و معدل انبعاثات غاز ثانى أكسيد الكربون يصل في سيارة بورش 918 سبايدر 2015 إلى 70 جم/كم، عزم الدوران الكلي في سيارة 1274 نيوتن-متر، 529 نيوتن-متر منها ينتج من محرك V8 فقط و الباقي تتنجها محركات سيارة بورش 918 سبايدر 2015 الكهربائية .
سيارة بورش 918 سبايدر 2015 ذات دفع الرباعي و مصنعة من ألياف الكربون مع سقف قابل للإزالة، و تأتي مع خمس أنماط للقيادة الكهربائية و القيادة بالغاز الطبيعي .
سيارة بورش 918 سبايدر 2015 ذات شكل خارجي رائع مشابه لسيارات السباق مع فتحات تبريد جانبية للمحرك إطارات عجلات سيارة في حجم 265/35 ZR 20 للمحور الأمامي و 325/30 ZR 21 للمحور الخلفي .
أيضا تصميم سيارة بورش 918 سبايدر 2015 الداخلي رائع جدا و مميز و يظهر تنظيم واضح في قمرة القيادة حيث الكونسول الوسطي بشكل مميز يوفر تعامل سلسل لسائق سيارة بورش 918 سبايدر 2015 مع كافة وظائف السيارة مع عجلة قيادة متعددة المهام و الكثير و الكثير من أنظمة الترفيه و الأمان في سيارة بورش 918 سبايدر 2015 .